# Al-Mahdi Ali Mukhtar
Al-Mahdi Ali Mukhtar (arabisch المهدي علي مختار, DMG al-Mahdī ʿAlī Muḫtār; * 2. März 1992 in Doha) ist ein katarischer Fußballspieler. Er ist auf dem Spielfeld in der Abwehr beheimatet und führt diese Rolle dort als Innenverteidiger aus.

## Karriere

### Verein
Von der Aspire Academy kommend, wechselte er zur Saison 2009/10 in den Kader des al-Sadd SC. Mit diesem gewann er die AFC Champions League 2011 und bekam auch in dieser Zeit in der Qatar Stars League erste Einsätze. Ab der Runde 2012/13 wurden diese dann schon mehr. Im Anschluss an diese Spielzeit gewann er mit seinem Klub die Meisterschaft.
Seit der Saison 2015/16 steht er beim al-Gharafa SC unter Vertrag und kam hier zuerst nur auf einstellige Einsatzzahlen pro Saison. Ab der Spielzeit 2017/18 wurden dies dann zwar mehr, zu einem richtigen Stammspieler reichte es für ihn bis heute aber nicht.

### Nationalmannschaft
Bereits bei der U23-Nationalmannschaft bestritt er unter anderem einen Einsatz bei der Qualifikation für die Olympischen Sommerspiele 2012 sowie mindestens ein Freundschaftsspiel.
Seinen ersten bekannten Einsatz im Dress der katarischen A-Nationalmannschaft hatte er am 23. Januar 2012 bei einer 0:5-Freundschaftsspielniederlage gegen Schweden, als er in der Startelf stand und zur 62. Minute gegen Fahad Khalfan ausgewechselt wurde. Nach weiteren Freundschaftsspielen in den nächsten Jahren war er Teil des Mannschaftskaders bei der Westasienmeisterschaft 2013, welche er mit seinem Team am Ende auch gewann. Später im Jahr nahm er mit der katarischen Auswahl am Golfpokal 2014 teil, wo man ebenfalls das Turnier gewann.
Zum Anfang des Folgejahres wurde er für den Kader bei der Asienmeisterschaft 2015 nominiert, wo er auch in allen drei Gruppenspielen der Mannschaft Einsatzzeit sammelte. Nach weiteren Freundschaftsspielen kam er ab August 2017 auch in Qualifikationsspielen zur Weltmeisterschaft 2018 zum Einsatz. Zum Abschluss des Jahres absolvierte er noch Spiele beim Golfpokal 2017.
Danach sammelte er nur noch in einem Freundschaftsspiel im Jahr 2018 und in einem im Jahr 2019 Einsatzzeit in der Nationalmannschaft. Für den Kader bei der Copa América 2019, an der Katar als Gastmannschaft teilnahm, wurde er zwar nominiert, erhielt hier jedoch auch keinen einzigen Einsatz.